# Bionic (Christina-Aguilera-Album)
Bionic ist das sechste Studioalbum der US-amerikanischen Sängerin Christina Aguilera. Es wurde am 4. Juni 2010 veröffentlicht. Bionic ist Aguileras erstes Studioalbum in vier Jahren seit Back to Basics aus dem Jahr 2006. Sie arbeitete mit verschiedenen Produzenten und Songwritern zusammen, unter anderem mit Linda Perry und Polow da Don. Das Album enthält mehrere verschiedene Musikrichtungen wie R&B, Pop, Elektropop und Synthie-Pop.

## Entstehung
Auf der Back to Basics Tour im Sommer 2007 äußerte Aguilera, dass ihr kommendes Album „kurz, süß und völlig anders“ sein würde als ihr letztes Album Back to Basics. Nach der Geburt ihres Sohnes gab sie in einem Interview mit Ryan Seacrest an, dass ihr kommendes Album aufgrund ihrer Schwangerschaft einen völlig neuen Aspekt von ihr selbst als Künstlerin zeigen wird.

## Titelliste

### Standard Edition
| #   | Titel                                                                                              | Dauer |
| --- | -------------------------------------------------------------------------------------------------- | ----- |
| 1.  | Bionic Christina Aguilera, Kalenna Harper, John Hill, David Taylor                                 | 3:21  |
| 2.  | Not Myself Tonight Jamal Jones, Ester Dean, Jason Perry, Greg Curtis                               | 3:05  |
| 3.  | Woohoo (feat. Nicki Minaj) Aguilera, Onika Maraj, Claude Kelly, Dean, Jones                        | 5:29  |
| 4.  | Elastic Love Aguilera, Mathangi Arulpragasam, Hill, Taylor                                         | 3:34  |
| 5.  | Desnudate Aguilera, Christopher Stewart, Kelly                                                     | 4:25  |
| 6.  | Love & Glamour (Interlude)                                                                         | 0:11  |
| 7.  | Glam Aguilera, Stewart, Kelly                                                                      | 3:33  |
| 8.  | Prima Donna Aguilera, Stewart, Kelly                                                               | 3:26  |
| 9.  | Morning Dessert Bernard Edwards Jr.                                                                | 1:33  |
| 10. | Sex for Breakfast Aguilera, Noel Fisher, Edwards, Jr                                               | 4:49  |
| 11. | Lift Me Up Linda Perry                                                                             | 4:07  |
| 12. | My Heart (Interlude)                                                                               | 0:19  |
| 13. | All I Need Aguilera, Sia (Sängerin), Samuel Dixon                                                  | 3:33  |
| 14. | I Am Aguilera, Furler, Dixon                                                                       | 3:55  |
| 15. | You Lost Me Aguilera, Furler, Dixon                                                                | 4:18  |
| 16. | I Hate Boys Aguilera, Jones, Dean, William Tyler, Bill Wellings, J.J. Hunter                       | 2:24  |
| 17. | My Girls (feat. Peaches) Aguilera, Kathleen Hanna, Johanna Fateman, JD Samson, Merrill Beth Nisker | 3:08  |
| 18. | Vanity Aguilera, Dean, Claude Kelly                                                                | 4:21  |

### Bonus-Tracks
| #   | Titel                                                            | Dauer |
| --- | ---------------------------------------------------------------- | ----- |
| 19. | Monday Morning Aguilera, Sam Endicott, Hill, Taylor, Santi White | 3:54  |
| 20. | Bobblehead Aguilera, Hill, Taylor, White                         | 3:02  |
| 21. | Birds of Prey Aguilera, Cathy Dennis, Ladytron                   | 4:20  |
| 22. | Stronger Than Ever Aguilera, Furler, Dixon                       | 4:16  |
| 23. | I Am (Stripped) Aguilera, Furler, Dixon                          | 3:55  |
| 24. | Little Dreamer Aguilera, Dennis, Hunt, Wu                        | 4:11  |

## Kritiken
Bionic wurde gemischt aufgenommen. Auf der Seite Metacritic erhielt das Album 56 von 100 Punkten, basierend auf 21 Kritiken. Eric Henderson vom Slant Magazine sagte, dass das Album „effizient eine Popunterhaltung“ ist wie Britney Spears’ Circus. Rob Sheffield von Rolling Stone gab dem Album zweieinhalb von fünf möglichen Sternen und kritisierte den „Gaga-Stil Roboter Glam“. Entertainment Weekly nannte Bionic das fünft schlechteste Album 2010.

## Kommerzieller Erfolg

### Chartplatzierungen

#### Album
Bionic debütierte auf Platz 3 der Billboard 200, mit 110.000 verkauften Kopien. Im Vergleich zu ihrem letzten Album Back to Basics, von dem in der ersten Woche 346.000 Kopien verkauft wurden, waren die Verkäufe deutlich geringer. In der nächsten Woche fiel das Album auf Platz 9 und in der dritten Woche auf Platz 22. Insgesamt verkaufte sich das Album 308.000 mal in den USA. Das Album debütierte in Kanada ebenfalls auf Platz 3 der Charts.
In Großbritannien debütierte Bionic am 13. Juni 2010 auf Platz 1, war jedoch mit 24.000 verkauften Exemplaren das am schlechtesten verkaufte Nummer-eins-Album im Vereinigten Königreich seit acht Jahren. In der zweiten Woche fiel das Album um 28 Plätze, was einen Negativrekord in der Geschichte der UK-Charts darstellte. Bionic debütierte auf Platz 3 in Australien und wurde dort mit Gold für 35.000 verkaufte Kopien ausgezeichnet.
Das Album erreichte Platz 8 in Italien und Platz 6 in Deutschland. Es erreichte die Top-20 in Dänemark und Norwegen. Das Album debütierte auf Platz 1 in Griechenland. Es erreichte die Top-10 in Österreich, Polen, Finnland, Irland, Neuseeland, Mexiko und Schweden. In Frankreich schaffte es Bionic bis auf Platz 23 und wurde dort insgesamt 10.000 Mal verkauft.
| ChartsChartplatzierungen       | Höchstplatzierung | Wochen |
| ------------------------------ | ----------------- | ------ |
| Deutschland (GfK)              | 6 (8 Wo.)         | 8      |
| Österreich (Ö3)                | 3 (5 Wo.)         | 5      |
| Schweiz (IFPI)                 | 2 (14 Wo.)        | 14     |
| Vereinigte Staaten (Billboard) | 3 (14 Wo.)        | 14     |
| Vereinigtes Königreich (OCC)   | 1 (6 Wo.)         | 6      |

| ChartsJahrescharts (2010)      | Platzierung |
| ------------------------------ | ----------- |
| Vereinigte Staaten (Billboard) | 139         |

#### Singles
| Jahr | Titel              | Höchstplatzierung, Gesamtwochen, AuszeichnungChartplatzierungen (Jahr, Titel, , Platzierungen, Wochen, Auszeichnungen, Anmerkungen) | Höchstplatzierung, Gesamtwochen, AuszeichnungChartplatzierungen (Jahr, Titel, , Platzierungen, Wochen, Auszeichnungen, Anmerkungen) | Höchstplatzierung, Gesamtwochen, AuszeichnungChartplatzierungen (Jahr, Titel, , Platzierungen, Wochen, Auszeichnungen, Anmerkungen) | Höchstplatzierung, Gesamtwochen, AuszeichnungChartplatzierungen (Jahr, Titel, , Platzierungen, Wochen, Auszeichnungen, Anmerkungen) | Höchstplatzierung, Gesamtwochen, AuszeichnungChartplatzierungen (Jahr, Titel, , Platzierungen, Wochen, Auszeichnungen, Anmerkungen) | Anmerkungen                                          |
| Jahr | Titel              | DE | AT | CH | UK | US | Anmerkungen                                          |
| ---- | ------------------ | --- | --- | --- | --- | --- | ---------------------------------------------------- |
| 2010 | Not Myself Tonight | DE24 (5 Wo.)DE | AT26 (5 Wo.)AT | CH42 (6 Wo.)CH | UK12 (6 Wo.)UK | US23 (8 Wo.)US | Erstveröffentlichung: 13. April 2010                 |
| 2010 | WooHoo             | — | — | — | — | US79 (2 Wo.)US | Erstveröffentlichung: 18. Mai 2010 feat. Nicki Minaj |
| 2010 | You Lost Me        | — | — | — | — | — | Erstveröffentlichung: 6. Juli 2010                   |

### Auszeichnungen für Musikverkäufe
| Land/Region                  | Auszeichnungen für Musikverkäufe (Land/Region, Auszeichnung, Verkäufe) | Verkäufe |
| ---------------------------- | ---------------------------------------------------------------------- | -------- |
| Australien (ARIA)            | Gold                                                                   | 35.000   |
| Brasilien (PMB)              | Gold                                                                   | 20.000   |
| Frankreich (SNEP)            | —                                                                      | 10.000   |
| Griechenland (IFPI)          | Gold                                                                   | 3.000    |
| Österreich (IFPI)            | Gold                                                                   | 10.000   |
| Vereinigte Staaten (RIAA)    | Gold                                                                   | 500.000  |
| Vereinigtes Königreich (BPI) | Silber                                                                 | 60.000   |
| Insgesamt                    | 1× Silber · 5× Gold ·                                                  | 628.000  |

Hauptartikel: Christina Aguilera/Auszeichnungen für Musikverkäufe

## Belege
1. ↑  Alondra Hernandez: Christina Aguilera's First Appearance Since Baby (Memento des Originals vom 25. Juli 2008 im Internet Archive)  Info: Der Archivlink wurde automatisch eingesetzt und noch nicht geprüft. Bitte prüfe Original- und Archivlink gemäß Anleitung und entferne dann diesen Hinweis., Magazin People, 6. Februar 2008 (abgerufen am 9. Oktober 2011)
2. ↑  Christina Aguilera: Bionic, metacritic.com, 8. Juni 2010 (abgerufen am 9. Oktober 2011)
3. ↑  Eric Henderson: Christina Aguilera: Bionic, Slant Magazine, 2. Juni 2010 (abgerufen am 9. Oktober 2011)
4. ↑  Rob Sheffield: Christina Aguilera: Bionic, 7. Juni 2010 (abgerufen am 9. Oktober 2011)
5. ↑  Entertainment Weekly’s Best and Worst Albums of 2010, rap-up.com (abgerufen am 9. Oktober 2011)
6. ↑  Keith Caulfield, L.A.: Glee' Rises Past 'Twilight' To Top Billboard 200, billboard.com, 16. Juni 2010 (abgerufen am 9. Oktober 2011)
7. ↑  Christina Aguilera Makes Music History in the UK, nymag.com, 20. Juni 2010 (abgerufen am 9. Oktober 2011)
8. ↑  Chartplatzierung in Deutschland. In: offiziellecharts.de. Abgerufen am 21. September 2024.
9. ↑  Chartplatzierung in Österreich. In: austriancharts.at. Abgerufen am 21. September 2024.
10. ↑  Chartplatzierung in der Schweiz. In: hitparade.ch. Abgerufen am 21. September 2024.
11. ↑  Chartplatzierung in den USA. In: billboard.com. Abgerufen am 21. September 2024 (englisch).
12. ↑  Chartplatzierung in Großbritannien. In: officialcharts.com. Abgerufen am 21. September 2024 (englisch).
13. ↑  Jahrescharts 2010 in den USA. In: billboard.com. Abgerufen am 21. September 2024 (englisch).
14. ↑  Chartquellen: DE AT CH UK US
15. ↑  Tops & Flops musicaux de l'année 2010. Abgerufen am 8. Januar 2024.